# Longuevillette
Longuevillette är en kommun i departementet Somme i regionen Hauts-de-France i norra Frankrike. Kommunen ligger i kantonen Doullens som tillhör arrondissementet Amiens. År 2022 hade Longuevillette 70 invånare.

## Befolkningsutveckling
Antalet invånare i kommunen Longuevillette
| Referens: INSEE |